# Node.js
Node.js là một hệ thống phần mềm được thiết kế để viết các ứng dụng internet có khả năng mở rộng, đặc biệt là máy chủ web. Chương trình được viết bằng JavaScript, sử dụng kỹ thuật điều khiển theo sự kiện, nhập/xuất không đồng bộ để tối thiểu tổng chi phí và tối đa khả năng mở rộng. Node.js bao gồm có V8 JavaScript engine của Google, libUV, và vài thư viện khác.
Node.js được tạo bởi Ryan Dahl từ năm 2009, và phát triển dưới sự bảo trợ của Joyent.
Mục tiêu ban đầu của Dahl là làm cho trang web có khả năng push như trong một số ứng dụng web như Gmail. Sau khi thử với vài ngôn ngữ Dahl chọn Javascript vì một API Nhập/Xuất không đầy đủ. Điều này cho phép anh có thể định nghĩa một quy ước Nhập/Xuất điểu khiển theo sự kiện, non-blocking.
Vài môi trường tương tự được viết trong các ngôn ngữ khác bao gồm Twisted cho Python, Perl Object Environment cho Perl, libevent cho C và EventMachine cho Ruby. Khác với hầu hết các chương trình Javascript, Nodejs không chạy trên một trình duyệt mà chạy trên Server. Node.js sử dụng nhiều chi tiết kỹ thuật của CommonJS. Nó cung cấp một môi trường REPL cho kiểm thử tương tác.
Node.js được InfoWorld bình chọn là "Công nghệ của năm" vào năm 2012.

## Ví dụ
Đây là phiên bản hello world HTTP Server trên Node.js:
```
var
 
http
 
=
 
require
(
'http'
);

http
.
createServer
(
function
 
(
request
,
 
response
)
 
{

    
response
.
writeHead
(
200
,
 
{
'Content-Type'
:
 
'text/plain'
});

    
response
.
end
(
'Hello World\n'
);

}).
listen
(
80
);

console
.
log
(
'Server running at http://localhost:80/'
);

```

Đoạn mã sau là một máy chủ TCP hoạt động trên cổng 7000 và in ra chuỗi 'hello' trên mỗi kết nối:
```
var
 
net
 
=
 
require
(
'net'
);

net
.
createServer
(
function
 
(
stream
)
 
{

    
stream
.
write
(
'hello\r\n'
);

    
stream
.
on
(
'end'
,
 
function
 
()
 
{

        
stream
.
end
(
'goodbye\r\n'
);

    
});

    
stream
.
pipe
(
stream
);

}).
listen
(
7000
);

```

## Cộng đồng
Cộng đồng phát triển Node.js chủ yếu tập trung ở hai nhóm google: nodejs và nodejs-dev, một kênh IRC là #node.js trên mạng freenode. Có một hội thảo về Node.js là NodeConf được tổ chức thường niên.
Hiện nay Node.js được sử dụng bởi nhiều công ty trong đó có Linkedin, Microsoft, Yahoo! và Walmart.

## Các Framework nổi tiếng
- Express.js được sử dụng phổ biến để phát triển ứng dụng trên nền Nodejs.
- Electron.js được sử dụng để phát triển ứng dụng được sử dụng trên môi trường desktop.